# Fleur Devillers
Pour les articles homonymes, voir Devillers.
Fleur Devillers est une joueuse professionnelle française de basket-ball, née le 24 avril 1995 à  Calais (Pas-de-Calais). Elle évolue actuellement au poste d’ailière à Aulnoye-Aymeries.

## Clubs
- 2011-2013: Centre fédéral
- 2013-2015 : Basket Lattes Montpellier Agglomération[2]
- 2015-2018 : Champagne Basket
- 2018-2023 : COB Calais
- 2023-2025: AS Aulnoye-Aymeries

## Palmarès

### En club
- Championne de France : 2014[3] avec Montpellier
- Coupe de France 2015[4] avec Montpellier
- 1 ère de la saison régulière : 2023-2024 avec Aulnoye Aymeries

### En sélection nationale
- Médaille d'argent au Championnat d'Europe des moins de 20 ans en 2015[5]
- Médaille d’argent au Championnat d’Europe des moins de 18 ans en 2013
- Championne du monde 3x3 mixte des moins de 18 ans à Barcelone en 2013
- Championne d’Europe des moins de 18 ans en 2012
- Championnat d’Europe des moins de 16 ans en 2011

### Distinctions personnelles
- Cinq Majeur LF2 : saison 2023-2024[6], saison 2024-2025[7]
- Médaille d’argent au skill contest : Championnat du monde